# 5393 Ґолдштайн
5393 Ґолдштайн (5393 Goldstein) — астероїд головного поясу, відкритий 5 березня 1986 року.
Тіссеранів параметр щодо Юпітера — 3,550.